# 하청일
하청일(1942년 4월 24일 ~ )은 대한민국의 가수이다.

## 출연

### 광고
- 1970년대 일동제약 펜타인
- 1976년 마산제과 마산 땅콩 카라멜 (그룹 "서수남과 하청일" 팀으로 출연)
- 1976년 ~ 1991년 한일전기 (자동펌프, 선풍기, 짤순이, 석유난로, 깔끔이, 참기름 제조기, 공기 청정기) (그룹 "서수남과 하청일" 팀으로 출연)
- 1986년 서광식품 서광우유 (그룹 "서수남과 하청일" 팀으로 출연)
- 1997년 KT 국제전화 001 ("일"자로 끝나는 인물로 출연)

## 수상
- 1975년 TBC 가요대상 중창부문상
- 1973년 MBC 10대 가수상 특별상
- 1988년 그룹 서수남과 하청일 멤버

## 친구
- 배호
- 서수남
- 차중락
- 배영란